# Fénix (automòbil)
Fénix fou la marca comercial amb què l'empresa catalana Automóviles Fénix, amb seu al número 97 del carrer Ausiàs March de Barcelona, intentà comercialitzar els seus automòbils el 1903 sense arribar, però, a fer-ho.
El seu fundador, Domingo Támaro (1878-1959), pilot de la marina mercant barceloní que havia perfeccionat els seus coneixements a Marsella, s'interessà pel món de l'automòbil ben aviat. El 1898 va contribuir a la creació de la primera publicació especialitzada sobre la matèria, "El Automovilismo Ilustrado", amb la redacció al carrer Muntaner de Barcelona. Támaro hi va exercir d'editor, escriptor i dibuixant fins a esdevenir-ne director. El 1899 va entrar a treballar a La Cuadra i quan l'empresa va tancar el 1901 va decidir establir-se pel seu compte, inicialment dedicat als acumuladors elèctrics i més tard als cotxes.
Un cop fundada la seva empresa, Automóviles Fénix, Támaro creà una àmplia xarxa de distribució però no hi ha constància que arribés a fabricar cap vehicle. Sí que va arribar a construir un motor, el qual va aparèixer publicat a la revista francesa "La Locomotion Automobile" a començaments de 1903. Després d'anunciar-se en diverses publicacions especialitzades durant tot l'any, Automóviles Fénix desaparegué de sobte quan, a començaments de 1904, Támaro acceptà una oferta de l'empresa d'automòbils marsellesa Turcat-Méry per a anar-hi a treballar amb un càrrec important, cosa que va fer el 1905.